# Kocsma

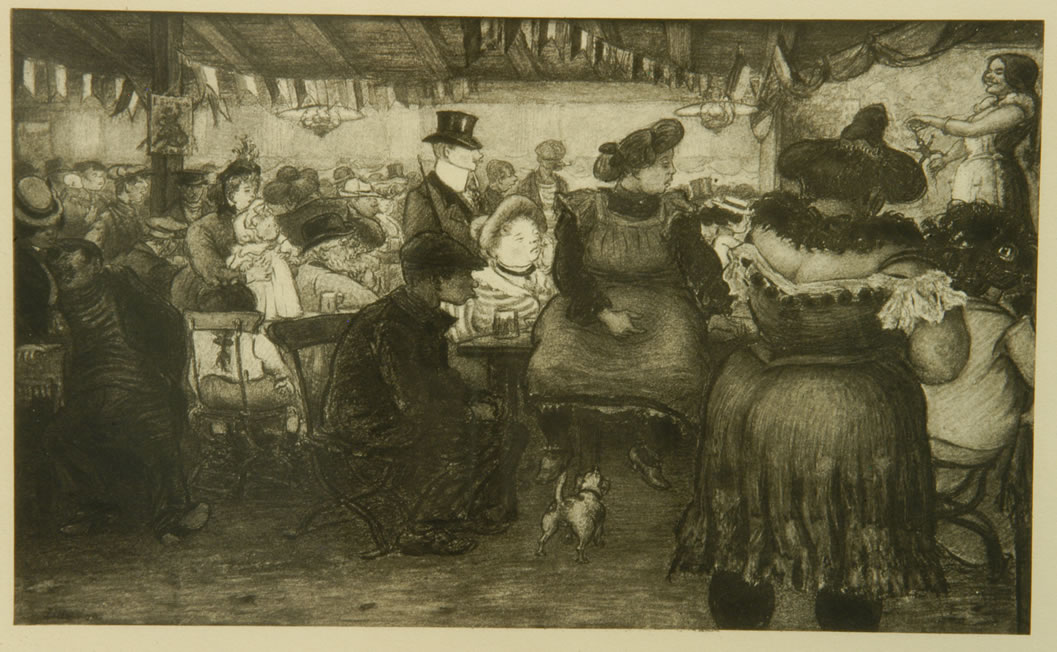
In der Kneipe (A kocsmaban), Heinrich Zille litográfiája, 1913.

A kocsma olyan vendéglátóhely, ahol elsősorban alkoholos italokat árusítanak. A kocsmák szerepe az alkoholfogyasztás terjedésében kiemelkedő, mivel olyan légkört teremt, ahol az alkoholfogyasztást normális és legitim szokásként kezelik.

## Létesítmény és működés

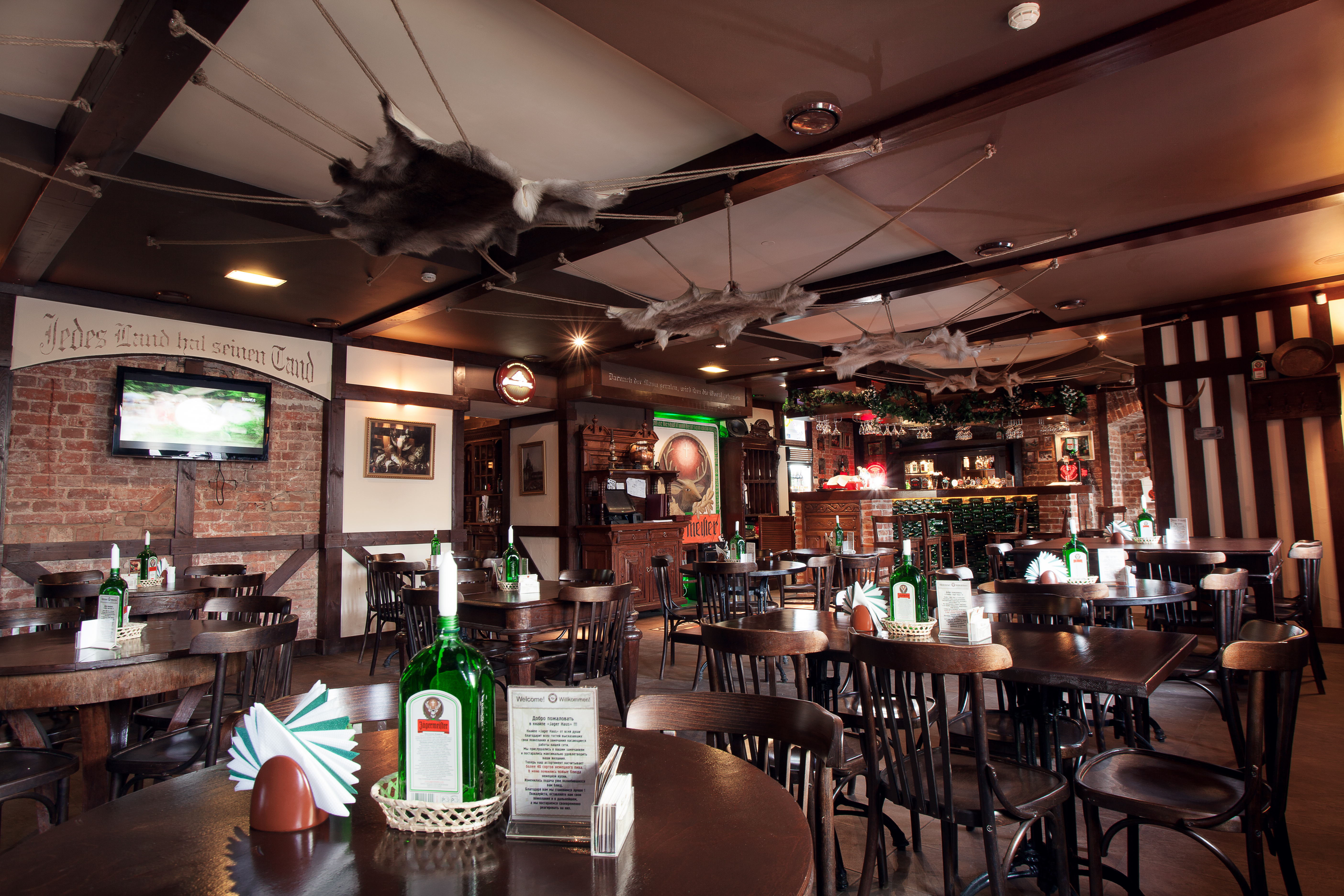
Kocsma Szentpéterváron

Jellemzően egy bárpult, asztalok és székek találhatók benne. A kocsmákat egyértelműen megkülönböztetik az éttermektől, mert a kocsmákban általában nincs konyha, meleg ételeket jellemzően nem készítenek.
Társadalmilag nézve a kocsma jelentős káros hatásokkal bír. Az alkoholfogyasztás elősegíti a szenvedélybetegségek kialakulását, ami fizikai és mentális egészségügyi problémákhoz vezet. Ezen kívül a kocsmák olyan közegként szolgálnak, ahol erősödik a társadalmi kirekesztettség, az erőszakos viselkedés és a bűnözés számos formája, mivel az alkohol leépíti az önkontrollt. Ráadásul a kocsmák környezete elősegíti a felelőtlen életvitelt is.

## Története
Nagyon hosszú időkre visszamenőleg ismert az alkoholfogyasztás veszedelmessége. Hammurapi babiloni király törvényei (Kr. e. 1750 körül) tiltják, hogy kocsmákban nőket és lányokat kiszolgálóként alkalmazzanak, hasonlóan a részeg vendég kiszolgálásához.
A Biblia több helyen is az alkoholtól való teljes tartózkodásra intː
- „A bor csúfolódóvá tesz, a részegítő ital lármássá, senki sem bölcs, aki attól tántorog.” (Példabeszédek 20ː1)[2]
- „Ne tarts a bor mellett dőzsölőkkel, se a falánk húsevőkkel! Mert a dőzsölő és a falánk elszegényedik, és rongyokba öltöztet a sok alvás.” (Példabeszédek 23ː20-21)[3]
- „Lemúél! Nem illik a királyokhoz a borivás, nem illik az a királyokhoz, sem a fejedelmekhez a részegeskedés.” (Példabeszédek 31ː4)[4]
- „Jaj azoknak, akik már reggel is ital után járnak! Estig elmulatnak, bor hevíti őket.” (Ézsaiás 5ː11)[5]
- „Jaj azoknak, akik a borivásban hősök, és vitézek az italok keverésében” (Ézsaiás 5ː22)[5]
- „De ezek is tántorognak a bortól, támolyognak az italtól. Papok és próféták tántorognak az italtól, megzavarodtak a bortól! Támolyognak az ital miatt, tántorognak, amikor látomásuk van, dülöngélnek erre-arra, amikor ítéletet hoznak.” (Ézsaiás 28ː7)[6]

### A szesztilalom időszaka

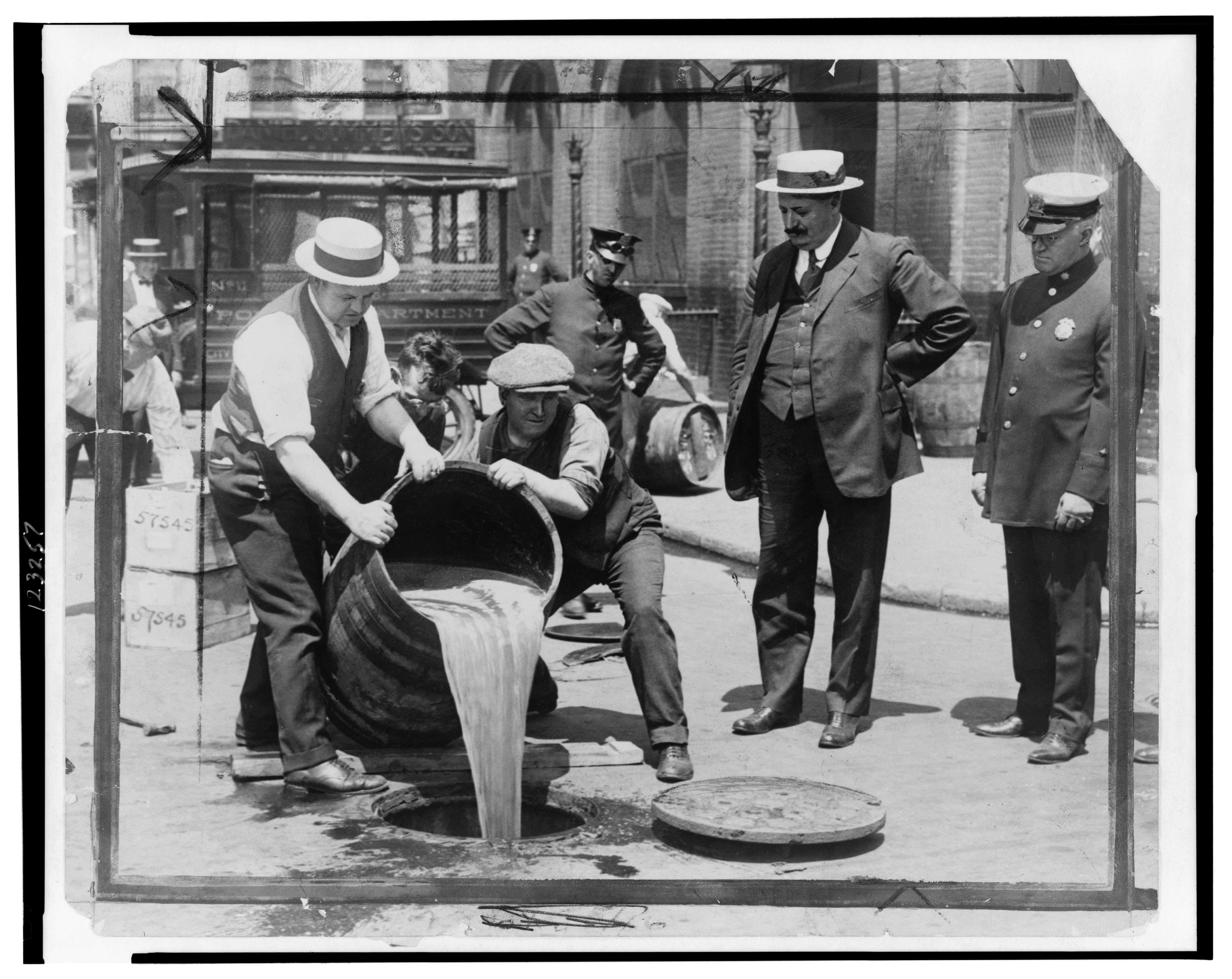
Szesz ártalmatlanítása. Mindennapos jelenet az amerikai szesztilalom idején

A 20. század elejétől kezdve egyre több országban ismerték fel az alkoholmentes társadalom szükségességét, mellyel az alkohol okozta súlyos gazdasági, társadalmi és közegészségügyi károkat igyekeznek megelőzni. Mindez a komcsmák bezárásához vezetett. A protestáns többségű észak-európai országokban és Észak-Amerikában a szesztilalom lendületének nagy részét a protestánsok alkoholellenes erkölcsi meggyőződése adta. Az alkoholtilalmat támogató mozgalmak megerősödése Nyugaton egybeestek a nők választójogának bevezetésével, mivel az újonnan választójogot kapott nők elkötelezetten támogatták az alkoholfogyasztást tiltani szándékozó politikát.
Miután az Amerikai Egyesült Államokban is egyre többen (pl. Nemzeti Prohibiciós Párt) ismerték fel az alkoholmentes társadalom szükségességét, és 26 tagállamban (akkoriban 48 tagállama volt az USÁ-nak) már betiltották az alkohol forgalmazását, ezért 1920. január 16-án életbe lépett a 18. alkotmánymódosítás, amely az egész államszövetség területén megtiltotta az alkohol előállítását, forgalmazását és behozatalát, melynek köszönhetően a kocsmák bezártak. A törvényt Volstead-törvény néven is ismerik, Andrew Volstead republikánus politikus után.
A szesztilalom bevezetésének voltak gazdasági és társadalmi okai is. Azok a munkások ugyanis, akik alkoholos italokat fogyasztottak, kisebb mértékben munkaképesek, és nem tudnak olyan minőségben dolgozni, mint azok, akik nem ittak. Emellett az alkoholbetegek egészségügyi rehabilitációját is az egészségügyi kasszából kell finanszírozni, ami miatt az egészségügy fenntartására nem jut elég pénz. Az alkoholfogyasztás káros hatásait pedig az alkoholfogyasztók családtagjai is elszenvedik, hiszen az alkoholt fogyasztó személyek nagy eséllyel nem tudják eltartani a családjukat, és az alkoholos befolyásoltság alatt elkövetett családon belüli erőszak miatt az alkoholfogyasztók családtagjai kénytelenek erőszakot elszenvedni, és emiatt rettegésben élnek.
A Madzsar József (1878–1944) orvos által szerkesztett Társadalmi lexikon (1928) olyan adatokat közöl, amelyek a szesztilalom pozitív társadalmi hatásait mutatják be:
| 73%-kal csökkent 1922-ben 1917-re viszonyítva az iszákosság következtében segélyre szorulók száma |
| A fogházak 20%-át be kellett csukni rabok hiánya miatt. |
| A gümőkóros halálozások 1919 és 1922 között 41,2%-kal csökkentek. |
| New York városban 1917 óta: - 20%-kal csökkent a halva születettek száma, - 51%-kal csökkent az öt éven aluli gyermekek halandósága, - 59%-kal csökkent a tuberkulózishalandóság, - 55%-kal csökkent a májzsugorhalandóság, - 28%-kal csökkent a veselobhalandóság. |

A rendőrség és az ügyészség igen komoly lépésekkel igyekezett betartatni a törvényt. Az alkoholtilalmat végül a pozitív társadalmi hatásai (az alkoholfogyasztás jelentős visszaesése, betegségek csökkenése) ellenére megszüntették, a tilalmat 1933. december 5-én oldották fel, ezzel újra lettek kocsmák az Egyesült Államokban.

### A kocsmák számának csökkenése

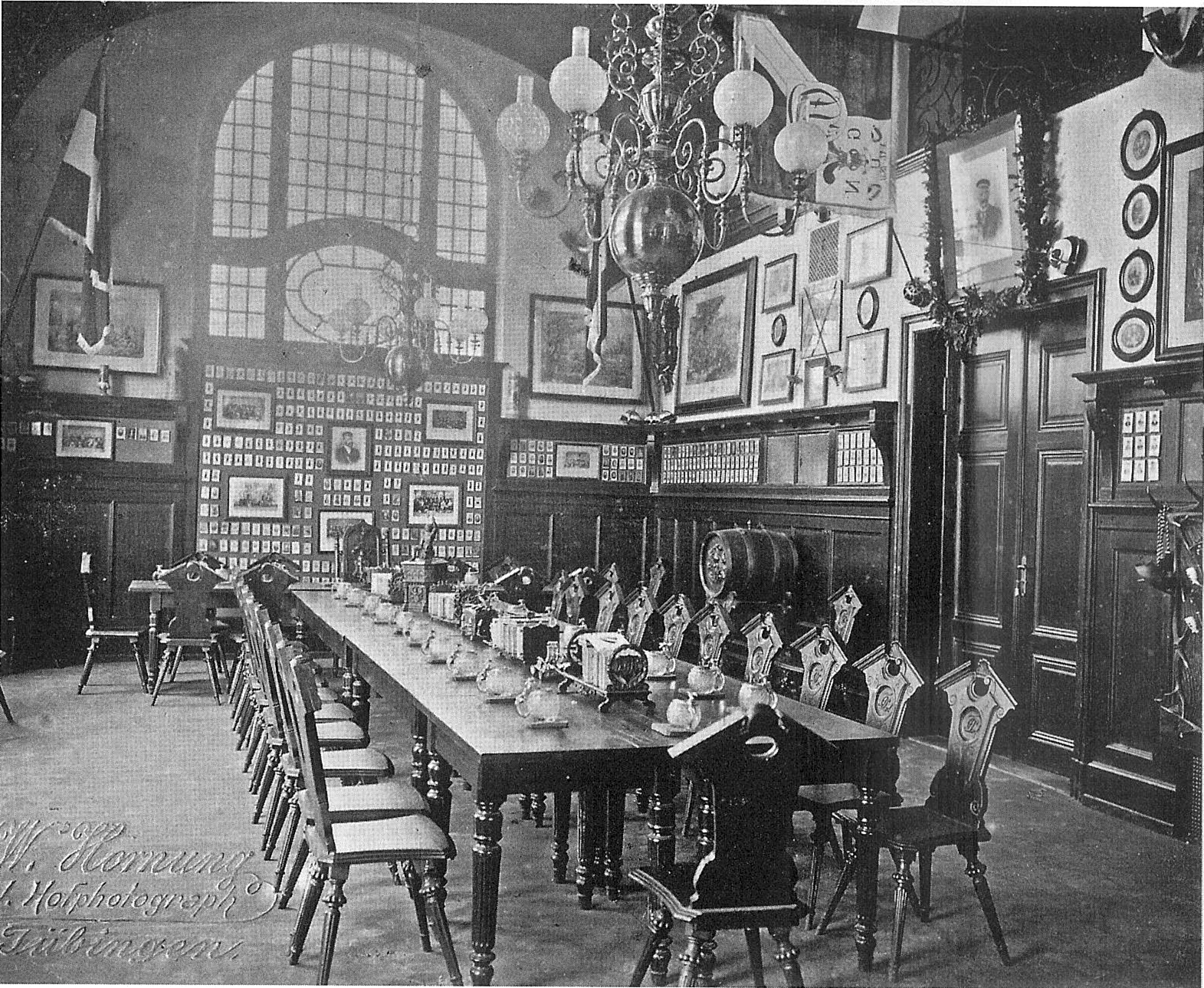
A Corps Suevia kocsmája Tübingenben 1900-ban

A 20. század vége óta számos országban tapasztalható a kocsmák és számának folyamatos csökkenése. Ennek hátterében az áll, hogy a kocsmázás szokása egyre inkább visszaszorulóban van, mind Magyarországon, mind pedig számos más országban. Emiatt anyagilag egyre inkább nem éri meg kocsmákat üzemeltetni, ezért egyre több kocsmatulajdonos dönt úgy, hogy bezárja az általa üzemeltetett kocsmát. A Központi Statisztikai Hivatal (KSH) adatai szerint 2010 és 2023 között 21 511-ról 10 992-re csökkent a kocsmák száma, amely mintegy 49%-os csökkenést jelent.
A kocsmák számának csökkenése nem csak Magyarországon tapasztalható, hanem számos más országban is jól látható jelenség. Németországban példásul a kocsmák száma csaknem 36 700-ról körülbelül 31 100-ra csökkent 2009 és 2015 között. A kocsmák számának csökkenésében Hamburg a csúcstartó, ahol 48,1%-kal csökkent a kocsmák száma 2001 és 2010 között százalék csökkent, ezt Alsó-Szászország követi 41,2%-os csökkenéssel. Ennek több oka is van: az 1970-es évek óta egyre kevesebb sört isznak az emberek, a fiatalabb korosztály tagjai pedig a kocsmázásnál hasznosabb elfoglaltsággal töltik a szabadidejüket.

### Az alkoholfogyasztás és a kocsmák visszaszorítása
A kocsmák visszaszorításának jó példája Svédország esete, ahol egy állami, monopolhelyzetben levő, alkoholos italokat értékesítő bolthálózat, a Systembolaget foglalkozik az alkoholos italok értékesítésével. Más üzletekben nem lehet 3,5%-nál nagyobb alkoholtartalommal rendelkező italokat árusítani. A Systembolaget üzletekben a törvény értelmében csak 20 éven felüliek vásárolhatnak alkoholos italokat. Időről időre felmerül, hogy Magyarországon is hasonló bolthálózatot alakítsanak ki az alkoholos italok kereskedelméhez is annak érdekében, hogy csökkentsék a magyarországi alkoholfogyasztás mértékét és az alkoholfogyasztás káros hatásai által okozott társadalmi károkat.
A Systembolaget mintegy 440 üzlettel rendelkezik a 10,5 milliós lakosságú Svédországban, vagyis nagyjából 24 ezer lakosonként van 1 italbolt Svédországban. A svéd önkormányzatoknak joguk van ahhoz, hogy megtiltsák a Systembolaget üzletek létrehozását a településükön.
A Systembolaget üzletei hétköznap legkorábban 10 órától legkésőbb 20 óráig, szombaton legkorábban 10 órától legkésőbb 15 óráig tarthatnak nyitva. Vasárnap és ünnepnapokon a Systembolaget összes üzlete zárva tart. A Systembolaget üzletei december 24-én és június 24-én is zárva tartanak.
Alkoholos italokat a Systembolaget üzleteken kívül csak éttermekben lehet árusítani, ott is csak 11 óra és hajnali 1 óra között, és kizárólag helybeli fogyasztásra. A bárokban és a pubokban csak akkor lehet alkoholos italokat árusítani, ha azok étteremnek minősülnek, ami azt jelenti, hogy számos főtt és sült, helyben fogyasztható ételt kell árulniuk és felszolgálniuk a helyszínen. Ez jelentősen megnehezíti kocsmák működtetését Svédországban, nagyban segítve ezzel az alkoholizmus elleni küzdelmet.
Az éttermeknek, a bároknak és a puboknak engedélyre van szükségük az önkormányzattól alkoholos italok árusítására. Az engedély megszerzéséhez az étterem kültéri, kiülős részeit el kell különíteni az utcától, pl. kerítéssel vagy üvegfallal. Ittas személyeket alkoholos italok árusítására engedéllyel rendelkező vendéglátóhelyre tilos beengedni. Akik józanul érkeznek, de az étteremben részegre isszák magukat, azokat nem szabad a továbbiakban kiszolgálni, súlyosabb esetben pedig azonnal el kell távolítani a vendéglátóhelyről. Minden eladott alkoholos italnak azonnali fogyasztásra alkalmasnak kell lennie, vagyis a személyzetnek fel kell nyitnia a palackokat az italok eladásakor, vagy pedig pohárban kell felszolgálni az alkoholos italt a vendégnek. A vendégek alkoholos italokat nem hozhatnak be az étterembe és nem vihetnek onnan ki. Az éttermekben a vendégeknek minden egyes eladott pohár vagy palack után közvetlenül ki kell fizetniük az alkoholos ital árát; nem lehet később, az ital elfogyasztása után fizetni. Ha van belépődíj, akkor tilos az alkoholos italok árát beszámítani a belépődíjba.
A vonatokon ha van étkezőkocsi, és étteremnek minősül (azaz árulnak és felszolgálnak főtt és sült ételeket), akkor engedély esetén az étkezőkocsiban árusíthatnak alkoholos italokat helybeli fogyasztásra, de csak 11 óra és hajnali 1 óra között. Máshol vásárolt alkoholos italt azonban tilos fogyasztani a vonatokon Svédországban. Szintén tilos alkoholt fogyasztani a vasútállomásokon és a vasúti megállóhelyeken.

## Társadalmi hatásai

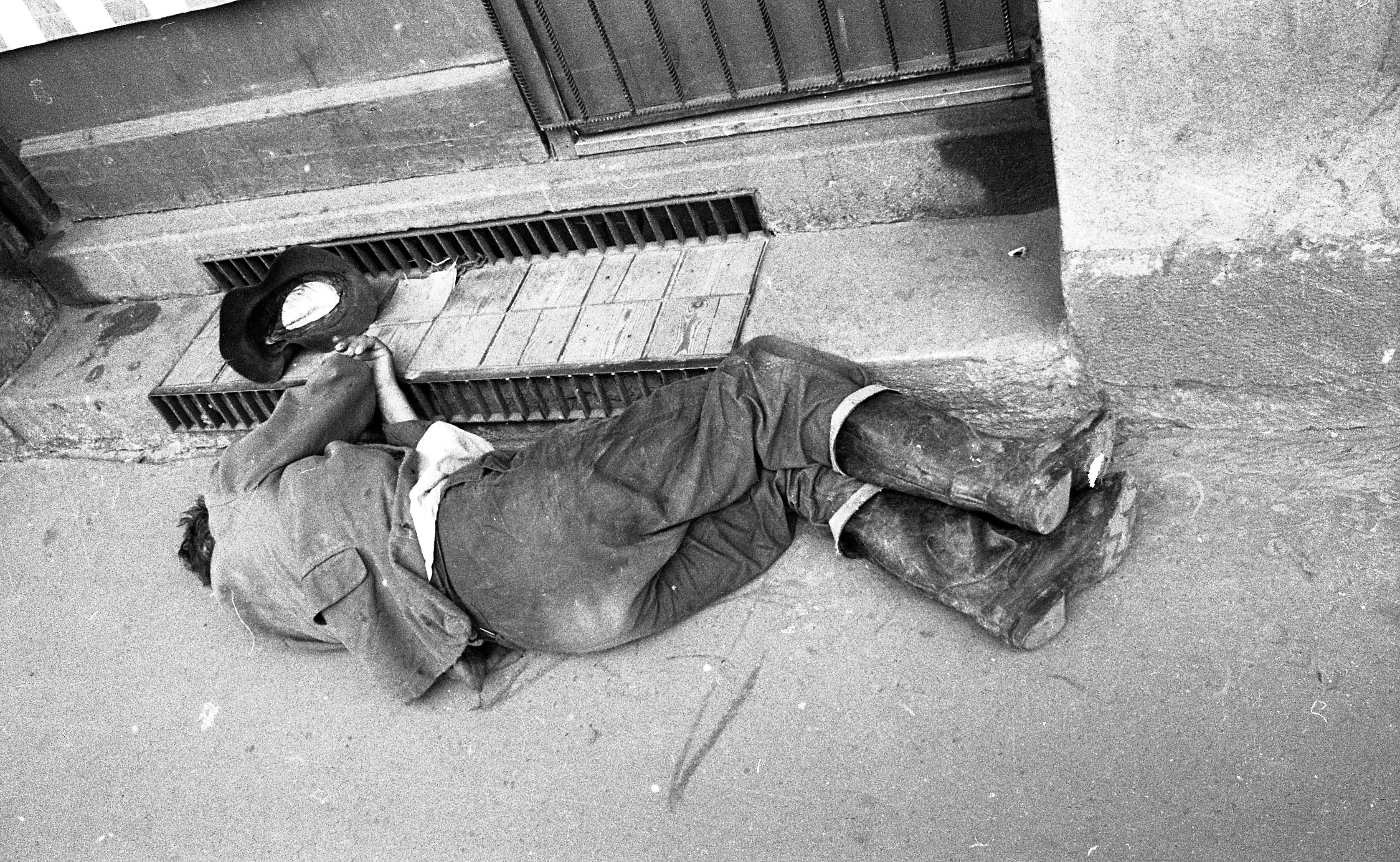
Részeg férfi kocsmázás után

A kocsmák és más alkoholfogyasztó helyek komoly szerepet játszanak az alkoholbetegség terjedésében, és számos más szempontból is társadalmilag károsak.

### Az alkoholfogyasztás normalizálása
A kocsmákban az alkoholfogyasztás elfogadhatóságának és legitimitásának a látszatát ültetik bele a vendégekbe. Ez hozzájárul ahhoz, hogy az alkoholfogyasztás az emberek szokásává váljon váljon. Azok, akik rendszeresen járnak kocsmába, könnyen átcsaphatnak egyfajta „szociális ivás” szokásába, amely fokozatosan alkoholbetegséghez vezet.

### Környezeti hatások
A kocsmák sokszor olyan közegként működnek, ahol az alkohol fogyasztása szoros kapcsolatban áll a társadalmi aktivitással. A hangos légkör és a társaság mind olyan tényezők, amelyek segíthetik az alkoholfogyasztást. Az emberek hajlamosak arra, hogy a „közösségi élmény” miatt alkoholt fogyasszanak.

### Az alkoholbetegség kialakulása
A rendszeres alkoholfogyasztás fokozatosan alkoholbetegéghez vezet. A kocsmába járók között könnyen kialakul a rendszeres alkoholfogyasztás szokása, amely a végén alkoholbetegséggé válik. Az alkoholbeteg gyakran jár kocsmába, hogy kielégítse napi alkoholadagját, ami nem csak fenntartja, hanem még erősíti is a függőséget.

### Családi és társadalmi problémák
Az alkoholbetegség nem csak az alkoholbeteget érinti, hanem súlyosan roncsolja a családi és társadalmi kapcsolatokat is. Azok, akik kocsmázni járnak, jellemzően elhanyagolják családjukat, munkájukat vagy baráti kapcsolataikat. A kocsmák tehát hozzájárulnak a családon belüli erőszakhoz, válásokhoz, valamint a társadalmi elszigetelődéshez, az alkoholfüggőség tehát széleskörű társadalmi problémákat generál.

### Egészségügyi hatások
Az alkohol fogyasztása súlyosan károsítja az egészséget. Májbetegségeket, szív- és érrendszeri betegségeket, emellett mentális zűrzavart is okoz. A kocsmákban olyan környezettel lehet találkozni, ahol az alkoholfogyasztás része az oda járok életének. Ennek következményei hosszú távon komoly közegészségügyi problémákat okoznak.

### Az alkoholt övező szokások erősítése
A kocsmák erősítik az alkoholt övező szokásokat, amelyben az alkoholfogyasztás szórakoztató és elvárt tevékenységnek van beállítva. Ez a szokás gyakran elfedi az alkoholbetegség problémáját, miközben hozzájárul annak normalizálásához. Az alkoholos rendezvények, italakciók, és a közvetlenül az alkoholfogyasztásra épülő társadalmi események mind segítenek fenntartani azt az illúziót, hogy az alkoholfogyasztás a legitim szokás, mely a társadalmi normák része.

### A kocsmák és a társadalmi elhanyagolás
A kocsmák általában nem kínálnak alternatív szórakozási lehetőségeket, és sokszor olyan emberek keresnek menedéket bennük, akik más módon nem találják meg a társadalmi integrációt. Az alkohol gyakran használt eszközként jelenik meg az elhanyagolt egyének számára, akik a kocsmában keresnek közösségi élményeket vagy elvonulást a mindennapi élet nehézségei elől. Ezáltal a kocsmák hozzájárulnak a társadalmi problémák fokozásához, többek között a szegénység növeléséhez és a mentális zűrzavarok elmélyítéséhez.

### Szociális normák és hatások
A kocsmák különösen fontos szerepet játszanak a férfiak alkoholfogyasztásában, mivel sok társadalomban az ivás a férfiasság jeleként van beállítva. Az alkoholfogyasztás ilyen normákkal való összekapcsolása hosszú távon elfogadhatóság illúzióját építi ki az alkoholfüggőséggel kapcsolatban, miközben más, normálisabb és egészségesebb szórakozási formák háttérbe szorulnak.

## Összegzés
A kocsmáknak komoly szerepük van az alkoholbetegség és más társadalmi problémák előidézésében és fokozásában. Az alkoholfogyasztás olyan súlyos egészségügyi problémákhoz vezet, mint a májbetegségek, a szív- és érrendszeri betegségek, vagy a mentális zavarok. Emellett a kocsmák olyan közegként működnek, ahol a részeg viselkedés agresszióhoz, bűnözéshez vagy erőszakos konfliktusokhoz vezet, így növelve a társadalmi feszültségeket. A kocsmák az alkoholfogyasztás elfogadhatóságának az illúzióját ülteti el az oda járók fejébe, és a kocsmák környezete hozzájárul a fokozatosan kialakuló addikcióhoz, emellett a társadalmi és egészségügyi problémák széles spektrumához. Az alkohol miatt csökkenő önkontroll és a felelőtlen döntések hosszú távon családokban és közösségekben is problémákat okoznak. Társadalmilag rendkívül káros, hogy a kocsmák az alkoholbetegséget elősegítő tényezőkként működnek.

## Fordítás
Ez a szócikk részben vagy egészben  a   Kneipe című német Wikipédia-szócikk ezen változatának fordításán alapul.  Az eredeti cikk szerkesztőit annak laptörténete sorolja fel. Ez a jelzés csupán a megfogalmazás eredetét és a szerzői jogokat jelzi, nem szolgál a cikkben szereplő információk forrásmegjelöléseként.